# Омро (Висконсин)
Омро (енгл. Omro) град је у америчкој савезној држави Висконсин.

## Демографија
По попису из 2010. године број становника је 3.517, што је 340 (10,7%) становника више него 2000. године.
| Група             | 2000.         | 2010.         |
| Белци             | 3.057 (96,2%) | 3.331 (94,7%) |
| Афроамериканци    | 6 (0,2%)      | 23 (0,7%)     |
| Азијати           | 4 (0,1%)      | 6 (0,2%)      |
| Хиспаноамериканци | 88 (2,8%)     | 116 (3,3%)    |
| Укупно            | 3.177         | 3.517         |